# François Bideault
François Bideault né le 27 mars 1817 à Chalon-sur-Saône et mort à Lyon le 16 novembre 1861 est un peintre français.

## Biographie
Né en 1817 à Chalon-sur-Saône, François Bideault expose à Paris et à Lyon entre 1855 et 1857. Connu pour ses natures mortes, il signe : « F. Bidault ».
Il est le père de Louis Bideault.
François Bideault meurt le 16 novembre 1861 dans le 2e arrondissement de Lyon .